# Anna Blackburne
Anna Blackburne (Warrington, 3 gennaio 1726 – 30 dicembre 1793) è stata una botanica e naturalista inglese.

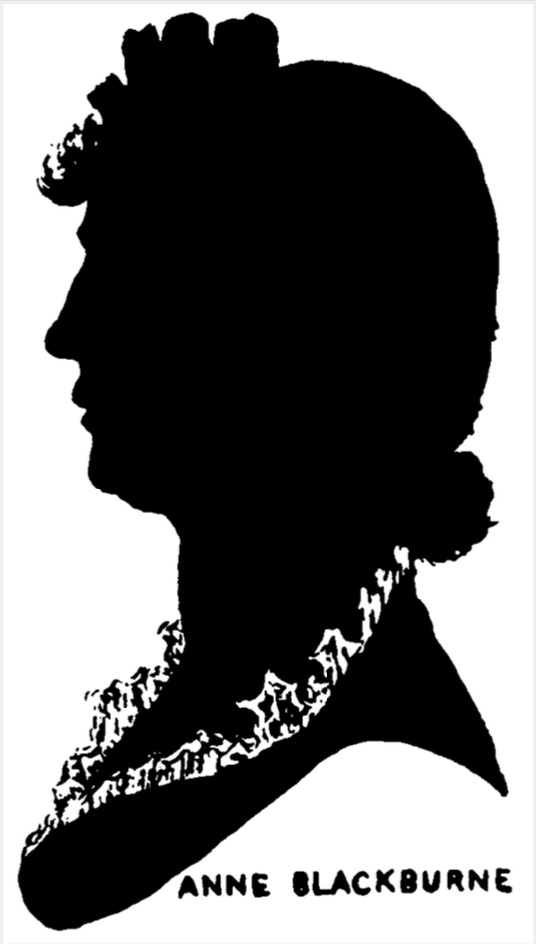
Ritratto di profilo in silhouette di Blackburne, pubblicato nel 1854.

Ha raccolto un'ampia collezione di campioni di storia naturale e ha corrisposto con diversi importanti naturalisti della sua epoca.

## Biografia e carriera
Blackburne è nata a Orford Hall, Orford, Warrington, Lancashire, in una famiglia di proprietari terrieri e mercanti. Dopo la morte di sua madre, ha vissuto a Orford con suo padre John Blackburne, che era noto per il suo interesse per la botanica e le sue serre per piante esotiche. John Blackburne aveva anche una vasta biblioteca dove Anne probabilmente studiò botanica; in seguito imparò da sola il latino in modo da poter leggere il Systema Naturae di Carlo Linneo. Sviluppò un museo di storia naturale dove collezionò insetti, conchiglie, minerali e uccelli. Incontrava regolarmente il naturalista Johann Reinhold Forster mentre insegnava alla Warrington Academy. Forster la istruì in entomologia e la aiutò con la sua collezione di insetti.
Blackburne corrispondeva con altri naturalisti, tra cui Linneo, a cui inviò una scatola con uccelli e insetti. Suo fratello Ashton, che viveva a New York, le inviò esemplari di uccelli nordamericani. Il naturalista gallese Thomas Pennant studiò questi esemplari di uccelli e li incluse nel suo libro Arctic Zoology. Dopo la morte di suo padre, Blackburne e il suo museo si trasferirono nella vicina Fairfield Hall. Quando morì nel 1793, suo nipote John Blackburne ereditò la collezione.
Diverse specie prendono il nome da Blackburne, tra cui il coleottero Geotrupes blackburnii, la parula di Blackburn e la pianta fiorita Blackburnia pinnata, ora chiamata Zanthoxylum pinnatum.
Nel 1994 le è stato intitolato il cratere Blackburne, situato su Venere. Il cratere Blackburne è situato a 11,0°N, 183,9°E e ha un diametro di 30,1 km.